# سیارک ۴۵۹۸
سیارک ۴۵۹۸ (به انگلیسی: 4598 Coradini، نامگذاری:1985PG1) چهار هزار و پانصد و نود و هشتمین سیارک کشف شده‌است که در ۱۵ اوت ۱۹۸۵ کشف شد.
قدر مطلق سیارک برابر ۱۲٫۲۰ است.